# Gorbatov (město)
Gorbatov (rusky Горба́тов) je město v Nižněnovgorodské oblasti v Ruské federaci. Při sčítání lidu v roce 2010 měl přes dva tisíce obyvatel.

## Poloha a doprava
Gorbatov leží na pravém břehu Oky, pravého přítoku Volhy. Od Nižního Novgorodu je vzdálen přibližně šedesát kilometrů jihozápadně.
Nejbližší železniční stanice je Vorsma (nedaleko stejnojmenného města) přibližně dvanáct kilometrů jihovýchodně na trati z Nižního Novgorodu do Pavlova.

## Dějiny
V listině z roku 1565 je zmíněna vesnice Meščorskaja Porosl v souvislosti s dřívější darováním půdy Ivanem Hrozným. Později se nazývala Meščorskaja Sloboda a teprve v roce 1672 dostala jméno Gorbatovo.
V roce 1779 se obec stala městem pod názvem Gorbatov.

## Kultura
Filmový režisér Nikita Michalkov natáčel v oblasti Gorbatova svůj film Lazebník sibiřský a také pokračování filmu Unaveni sluncem.